# 灯笼笋螺
灯笼笋螺（学名：Terebra succincta），是新腹足目笋螺科笋螺属的一种。主要分布于印度尼西亚、台湾，常栖息在浅海砂底。沿岸。